# Irem M-85
Irem M-85 es una Placa de arcade creada por Irem destinada a los salones arcade.

## Descripción
El Irem M-85 fue lanzada por Irem en 1990. Esta placa se asemeja a la Irem M-72, entre otras placas posteriores a la recién mencionada.
Posee un procesador V30 a 8 MHz , en el audio estaba a cargo el  Z80 a 3.579545 MHz  manejando un chip de sonido YM2151 trabajando a 3.579545 MHz.
En esta placa funcionó 1 título.

## Especificaciones técnicas

### Procesador
- V30 a 8 MHz

### Audio
- Z80 a 3.579545 MHz

Chips de Sonido:
- - YM2151 trabajando a 3.579545 MHz

## Lista de videojuegos
- Pound For Pound